# Oranje ridderzwam
De oranje ridderzwam (Tricholoma aurantium), is een schimmel die behoort tot de familie Tricholomataceae. Hij is een mycorrhizasymbiont van coniferen in naaldbossen op kalkarme, matig vochtige tot droge, voedselarme leem- en zandbodems.

## Kenmerken

### Uiterlijke kenmerken
Hoed
De hoed heeft een diameter van 9 tot 12 cm. Het is eerst halfbolvormig tot enigszins klokvormig met een sterk ingerolde hoedrand, later vlakker, convex tot breed gewelfd. De hoedrand blijft lang opgerold. De hoedkleuren zijn helder oker, geeloranje tot abrikoosrood, richting de rand van de hoed zijn ook groenachtige tinten te zien. Het oppervlak is fijn geschubd of bijna glad en vochtig slijmerig. De hoed wrijft af bij aanraking.
Lamellen
De lamellen zijn wit tot crèmekleurig. Op oudere leeftijd zijn ze vaak bruin gevlekt, vooral aan de lamelranden. 
Steel
De steel is cilindrisch, kan onderaan ook wat verdikt zijn, heeft een lengte van 6–12(–17) en een dikte van 1,2–2(–4) cm. Het oppervlak van de steel is gekleurd zoals de hoed, behalve de abrupt witte punt van de steel, en scheurt open in typische kronkelige banden wanneer de steel wordt uitgerekt. Bovendien verspreidt het steeloppervlak talrijke gele guttatiedruppels.
Geur en smaak
Het vruchtvlees is wit tot bruinachtig van kleur. Het ruikt sterk naar meel of dextrine en smaakt bitter. De paddenstoel is oneetbaar.
Sporenprint
De sporenprint is wit.

### Microscopische kenmerken
De sporen zijn 4,4–6,8 × 2,8–4,6 µm groot. Ze zijn in grote lijnen ellipsoïde, inamyloïde, en hebben een glad oppervlak, de lengte-breedteverhouding van de sporen is 1,1-1,8. Cystidia en gespen zijn afwezig. De hoedhuidlaag is een ixotrichoderm van 2,0–5,0 µm brede hyfen waarvan de cellen 20–50 µm lang zijn.

## Verspreiding
De oranje ridderzwam  is meridiaans tot boreaal in het Holarctisch gebied. Het is te vinden in Noord-Amerika (Canada, Verenigde Staten), Europa, Noord-Afrika en Noord-Azië (Kaukasus, Centraal-Azië). In Europa is de soort te vinden in het noordelijk berggebied. Hij heeft dus een distributiefocus in Scandinavië en is te vinden in de laaglanden ten zuiden van de Noordzee en de Oostzee. In Midden- en Zuid-Europa is er een toenemende bergachtige tendens. Het verspreidingsgebied strekt zich uit van Groot-Brittannië, Nederland, waar de schimmel zeldzaam is, en Frankrijk (Alpengebied) oostwaarts naar Estland, Wit-Rusland en Hongarije en in het zuiden naar de Balearen, Italië, Sicilië, Griekenland en Roemenië en in het noorden naar de Hebriden.
Hij komt in Nederland uiterst zeldzaam voor. Hij is sinds 1987 niet meer waargenomen in Nederland. Hij staat op de rode lijst in de categorie 'verdwenen'.

## Taxonomie
Oorspronkelijk is de oranje ridderzwam beschreven door Jacob Christian Schäffer in 1774, waarna hij in 1914 door Adalbert Ricken overgebracht naar het geslacht Tricholoma.